# Malhun Hatun
Malhun Hatun (en turco otomano: مال خاتون‎;"riqueza") (Anatolia, siglo XIII — Bursa, c.1326), también conocida como Mal Hatun o Kameriye Malhun Hatun, fue la primera esposa de Osman I, el líder de los turcos otomanos y el fundador de la dinastía que estableció y gobernó el Imperio Otomano. Esta fue la madre de Orhan I, el siguiente líder de los otomanos.

## Biografía
Se desconoce la fecha exacta del nacimiento de Mal Hatun. Se sabe que fue la primer esposa de Osman I y la madre de Orhan I. Según algunos historiadores, era hija del bey turco de Anatolia, Ömer Abdülaziz Bey, por lo que se le considera una princesa turcomana.
Algunos autores antiguos principalmente de la rama del sufismo atribuyeron su paternidad al sheik Edebali, lo cual creó confusión con la primera esposa de Osman, Rabi´a Bala Hatun, pero estudios de documentos bizantinos y selyúcidos, indican que su padre fue Ömer Abdülaziz Bey, visir selyúcida de Anatolia.En dicha escritura de dotación de 1324, para un monasterio derviche construido por el sultán Orhan indica que su madre no era, como sostienen algunos autores sufistas, la hija del sheik Edebali, sino que era la hija mayor de Ömer Abdülaziz Bey. 
El título "Bey", utilizado por las dinastías principescas de Anatolia, sugiere que el padre de Mal Hatun era una persona de cierto estatus y autoridad. Una posibilidad es que fuera el gobernante epónimo de un principado "Amouri" (Umeri), que estaba ubicado al noreste del estado otomano emergente y desapareció a fines del siglo XIII.
El encuentro se describe así en la bibliografía: 
“Osman Bey, que aún era joven, vio a Mal Hatun en la aldea de İtburnu (hoy aldea de Uludere en la carretera entre Söğüt y Söğütönü) donde permaneció de camino a Eskişehir y se enamoró de ella. Luego le informó a su padre Ertuğrul sobre la situación, quien afirma que le pidió que preguntara por la niña, pero Mal Hatun no aceptó esta oferta debido a la posición desigual entre ellos, y la verdadera razón se entendió más tarde, porque a Mal Hatun le dijeron que el propósito de Osman Bey era divertirse con ella. Añade también que Osman Bey confió la situación al Bey del lugar, donde se alojaba, durante una reunión de entretenimiento, y cuando el Bey se dio cuenta de que tenía su corazón puesto en la chica, secuestró a Mal Hatun y la escondió con uno de sus familiares.”
La historia de Osman y Mal Hatun tiene un papel central en el legendario amor épico que es recogido por la historia como parte de la  base de la fundación otomana, el gran amor de Osman por ella y la larga lucha que tuvo que pasar antes de poder ganar su mano,  pues como hija de un principal tuvo varios pretendientes, por lo que su padre inicialmente, no aceptó la propuesta de matrimonio de Osman, aunque cualquiera que fuera las opciones, Osman y Malhun terminaron casándose siendo ambos muy jóvenes y la leyenda de este amor, traspaso la historia y fue contada por generaciones entre los otomanos.
Es aceptado en la historia su papel como mujer de batalla, ya que acompañado a su esposo en varias de las guerras y campañas que llevó a cabo contra los bizantinos y otras tribus enemigas, por lo que se convirtió en ejemplo de la mujer turca.

## Versión de origen
Los Amouri son descritos por el historiador bizantino George Pachymeres, quien dice que un hijo de Ömer Bey luchó con Osman en una de sus primeras incursiones contra los señores bizantinos locales (la victoria de Baphaion). Los otomanos, según Pachimeres, pasaron a asumir el papel desempeñado por Amouri hasta su desaparición como principal agresor contra los bizantinos en el noroeste de Anatolia. Si el informe de Pachymeres es correcto, el momento y el contexto político son apropiados para un matrimonio entre Osman y la hija de Ömer Bey. Osman estaba encantado por la belleza de Malhun Hatun y la pidió en matrimonio, de este nacieron seis hijos y una hija.

## Descendencia
- Orhan I (1281-1362) de nombre completo Orhan Gazi Bey, sería el próximo sultán del imperio;
- Çoban Bey (1283-1337);
- Fatma Melek Hatun (1284-1347);
- Pazarli Bey (1285-1311);
- Hamid Bey (1288-1329);
- Melik Bey (1290-1366);
- Savcı Bey (1294-1325).

## En la cultura popular
Yıldız Çağrı Atiksoy aparece como Malhun Hatun en la serie de televisión turca Kuruluş: Osman .
- Línea de sucesión al trono otomano
- Lista de las madres de los sultanes otomanos